# Cryptanura lunai
Cryptanura lunai là một loài tò vò trong họ Ichneumonidae.